# Aage Jørgensen (litteraturhistoriker)
 For alternative betydninger, se Aage Jørgensen. (Se også artikler, som begynder med Aage Jørgensen)
Aage Jørgensen (født 5. juni 1938, død 25. marts 2023) var en dansk litteraturhistoriker og forfatter.
Aage Jørgensen fik studentereksamen fra Ribe Katedralskole i 1957 og blev cand.art. i dansk og litteraturhistorie fra Aarhus Universitet i 1966.
Han var ansat på Aarhus Universitet fra 1967 til 1975, først som kandidatstipendiat og universitetsadjunkt, dernæst som lektorvikar.
Mellem 1975 og 2002 var han ansat på Langkær Gymnasium som lektor. I 1978-1988 repræsenterede han Undervisningsministeriet i Dansk Sprognævn. I 1994-2013 var han medlem af styregruppen for Johannes V. Jensen Forum ved Aarhus Universitet. Han var medlem af Det Danske Sprog- og Litteraturselskab fra 2005.
Aage Jørgensen udgav en række skrifter (monografier, samleværker, bibliografier) om H.C. Andersen, Karen Blixen, Søren Kierkegaard, Adam Oehlenschläger m.fl., og modtog priserne: Dansk Forfatterforenings H.C. Andersen-legat 1999 og Hans Christian Andersen Prisen 2008.
Han udgav fra 1989 omkring 20 bøger især vedrørende H.C. Andersen og Johannes V. Jensen, bidrog til flere bøger og offentliggjorde omkring 50 tidsskriftsartikler.
Aage Jørgensens bog fra 2009, Nærved og næsten, beskriver en række danske forfattere og andre skribenter, der har været på tale til Nobelprisen i litteratur.

### Om og af Johannes V. Jensen

#### Udgivelser af Johannes V. Jensen-værker
1. Johannes V. Jensen (18. september 2006),  Anders Thyrring Andersen; Erik M. Christensen; Per Dahl; Aage Jørgensen (red.), Samlede Digte, Gyldendal, ISBN 978-87-02-02939-0, OL 16884143M, Wikidata  Q21996304
2. Johannes V. Jensen (2014),  Aage Jørgensen (red.), Ord og virkelighed, Johannes V. Jensen-Centrets skriftserie, Aage Jørgensen, Wikidata  Q28088128
3. Johannes V. Jensen (20. januar 2018),  Per Dahl; Aage Jørgensen (red.), Himmerlandshistorier, Danske Klassikere, Gyldendal, ISBN 978-87-7533-237-3, Wikidata  Q51486642  Redaktion og efterordsforfatter sammen med Per Dahl.
4. Johannes V. Jensen (2018), Kirken i Farsø, Farsø: Johannes V. Jensen & Thit Jensen Museet, Wikidata  Q101225698  Efterskrift
5. Johannes V. Jensen (2019), Intermezzo og Skovene, Johannes V. Jensen-Centrets skriftserie, ISBN 978-87-93610-73-6, Wikidata  Q96869931  Redaktion og efterord.

#### Bøger med litteraturhistoriske artikler
1. Bo Elbrønd-Bek; Aage Jørgensen, red. (1989), Jordens elsker, København: Akademisk Forlag, ISBN 87-500-2873-1, OL 1953713M, Wikidata  Q56253941
2. Aage Jørgensen; Anders Thyrring Andersen, red. (2000), Et spring ind i et billede, Johannes V. Jensen-Centrets skriftserie, Syddansk Universitetsforlag, ISBN 87-7838-525-3, Wikidata  Q56008555
3. Anders Thyrring Andersen; Per Dahl; Aage Jørgensen, red. (2008), I Nuets Spejl, Gyldendal, ISBN 978-87-02-06997-6, Wikidata  Q22249755

#### Bøger med samlinger af egne bidrag
1. Aage Jørgensen (2013), Tilblivelsens digter, Johannes V. Jensen-Centrets skriftserie, ISBN 978-87-92824-86-8, Wikidata  Q76376180 
  1. Aage Jørgensen (2013), "Johannes V. Jensen og billedkunsten", Tilblivelsens digter, Wikidata  Q124048998
2. Aage Jørgensen (2017), Den Store Jensen og andre præciseringer, Johannes V. Jensen-Centrets skriftserie, ISBN 978-87-93382-93-0, Wikidata  Q50751602 
  1. Aage Jørgensen (2017), "Johannes V. Jensens valgslægtskaber", Den Store Jensen og andre præciseringer: 9-130, Wikidata  Q105427504
3. Aage Jørgensen (2021), Litteratur om Johannes V. Jensen 1998-2020, Odense: Syddansk Universitetsforlag, ISBN 978-87-408-3391-1, Wikidata  Q124247052

#### Tidsskriftartikler
1. Aage Jørgensen (1995), "Himmerlandsmaler og Viborgforfatter", Bogens Verden (4), Wikidata  Q56022714
2. Aage Jørgensen (2001), "Johannes V. Jensens vej til Nobelprisen", Tijdschrift voor Skandinavistiek, 22 (2), Wikidata  Q66345642
3. Aage Jørgensen (2008), "Johannes V. Jensens Slagsang for Danske Studenters Roklub", Danske Studier: 187-190, Wikidata  Q131627353
4. Aage Jørgensen (2011), "Johannes Møllehave: En himmerlandsk mundfuld. Lystlæsning af Johannes V. Jensens 40 "Himmerlandshistorier" – fra gru til glæde. Højbjerg: Forlaget Saxo 2010. 316 s., 1 vedlagt CD ("12 Himmerlandshistorier")", Tijdschrift voor Skandinavistiek, 32: 118-128, Wikidata  Q55672265
5. Aage Jørgensen (2012), "Et drilsk overflødigt komma", SALON 55 (2): 84, Wikidata  Q90481260
6. Aage Jørgensen (2013), "Johannes V. Jensens Himmerlandshistorier. En teksthistorisk afklaring", NORDICA, 30: 233-242, Wikidata  Q55950599
7. Aage Jørgensen (april 2015), "Omkring Johannes V. Jensens himmerlandshistorie "Wombwell"", European Journal of Scandinavian Studies, 45 (1): 16-34, doi:10.1515/EJSS-2015-0002, Wikidata  Q26211612
8. Aage Jørgensen (december 2015), "Skalmejen, hyrdedrengens trøst", Ord & Sag, 35: 4-9, Wikidata  Q73266622
9. Aage Jørgensen (23. december 2018), "Jensen mellem gengangere", Passage, 33 (80): 147-149, doi:10.7146/PAS.V33I80.111730, Wikidata  Q100151798
10. Aage Jørgensen (2019), "Johannes V. Jensen som fiktionsfigur", Fra Himmerland og Kjær Herred, Wikidata  Q105752823